# 미네소타 농민노동당
미네소타 농민노동당(영어: Minnesota Farmer-Labor Party)은 1918년부터 1944년까지 미국 미네소타주에서 활동한 정당이다. 1910년대 초반까지 주 정치를 좌우하던 공화당에 대항하기 위해 농민·노동자단체가 연합하여 결성되었다. 창당 후 선출직 당선자를 대거 배출하면서 급속도로 성장, 주 내에서 민주당을 제치고 제1야당으로 올라섰다. 1930년에는 플로이드 B. 올슨을 주지사로 당선시켜 주정부까지 장악하였다. 그러나 올슨이 주지사 재직 중이던 1936년 사망하면서 당내 구심점을 상실하였고, 1938년 선거에서는 상당수가 낙선하면서 당세가 하락하게 되었다. 1944년 미네소타 민주당과 합쳐 미네소타 민주농민노동당이 되었다.

## 역대 선거 결과

### 연방 하원 선거
| 선거        | 의석수 | 득표율 |
| ----------- | ------ | ------ |
| 1938년 선거 | 1 / 9  | 31.6%  |
| 1940년 선거 | 1 / 9  | 24.7%  |